# Pehčevo
Pehčevo (cyrilicí Пехчево) je město v Severní Makedonii s 3237 obyvateli. Je střediskem stejnojmenné opštiny ve Východním regionu. Okolo 95 % obyvatel tvoří Makedonci, menšinami jsou Romové a Turci.
Pehčevo leží v Maleševské kotlině nedaleko bulharských hranic, 170 km východně od Skopje. Město má nadmořskou výšku okolo jednoho tisíce metrů a je obklopeno lesy, převládá v něm dřevozpracující průmysl a v okolí se těží železná ruda (název města je odvozen od vysokých pecí). Známá je také výroba maleševského ovčího sýra. Turistickými atrakcemi v okolí jsou Pehčevské vodopády, lyžařský areál Ravna Reka a archeologické lokality Sveti Petka, Manastir a Bukovik. V Pehčevu se nachází kulturní centrum Jane Sandanski.
V dobách Osmanské říše patřilo Pehčevo ke Kosovskému vilájetu, součástí Srbského království se stalo v roce 1913. Po první světové válce se zde usadili Srbové repatriovaní z tureckého Gallipoli.